# Main Event der World Series of Poker 1997
Das Main Event der World Series of Poker 1997 war das Hauptturnier der 28. Austragung der Poker-Weltmeisterschaft in Las Vegas.

## Turnierstruktur
Das Hauptturnier der World Series of Poker in No Limit Hold’em startete am 10. Mai und endete mit dem Finaltisch am 13. Mai 1997. Ausgetragen wurde das Turnier im Binion’s Horseshoe in Las Vegas. Die insgesamt 312 Teilnehmer mussten ein Buy-in von je 10.000 US-Dollar zahlen, für sie gab es 27 bezahlte Plätze. Beste Frau war, wie schon im Jahr 1993, Marsha Waggoner, die den 12. Platz für knapp 34.000 Dollar belegte.

## Finaltisch
Der Finaltisch wurde am 13. Mai 1997 ausgespielt. In der finalen Hand gewann Ungar mit A♥ 4♣ gegen Strzemp mit A♠ 8♣.
| Platz | Herkunft           | Spieler      | Preisgeld (in $) |
| ----- | ------------------ | ------------ | ---------------- |
| 1     | Vereinigte Staaten | Stu Ungar    | 1.000.000        |
| 2     | Vereinigte Staaten | John Strzemp | 0.583.000        |
| 3     | Australien         | Mel Judah    | 0.371.000        |
| 4     | Vereinigte Staaten | Ron Stanley  | 0.212.000        |
| 5     | Vereinigte Staaten | Bob Walker   | 0.161.120        |
| 6     | Vereinigte Staaten | Peter Bao    | 0.127.200        |